# Litaneutria obscura
Litaneutria obscura är en bönsyrseart som beskrevs av Samuel Hubbard Scudder 1896. Litaneutria obscura ingår i släktet Litaneutria och familjen Mantidae. Inga underarter finns listade i Catalogue of Life.